# Propliopithecus
Propliopithecus es un género extinto de primate catarrino que existió durante el Oligoceno (contemporáneo del Aegyptopithecus, de hecho se ha considerado que sean el mismo género), hallado en los sitios fósiles de El Fayum (Egipto).
Es un catarrino arcaico, y se piensa que es un ancestro común de simios y de monos del Viejo Mundo. Igualmente, al Propliopithecus se le puede considerar, o relacionar de cerca con un antepasado directo, de los seres humanos.
Tendría unos 40 cm de longitud; posiblemente muy semejante al gibón; ojos con visión estereoscópica y por su dentición se deduce que era omnívoro.

## Descripción
Las dos especies de Propliopithecus de describen como primates de pequeño tamaño, de unos 2 kg en P. haeckeli y de 6 kg en P. zeuxis (anteriormente Aegyptopithecus), ambos del tamaño de un perro pequeño o mediano. Al igual que los modernos catarrinos poseían caras prominentes y caninos largos y rasgadores. La morfología dental sugiere que Propliopithecus estaba adaptado a una dieta basada en frutas relativamente blandas.
Sus esqueletos presentan huesos bastante robustos, especialmente en los brazos. Esto, sumado a la anatomía de los codo y de manos y pies hace pensar que Propliopithecus era un trepador cuadrúpedo, de movimientos relativamente lentos, con un modo de vida similar al de los actuales monos aulladores.
Los esqueletos encontrados indican que presentó cierto grado de dimorfismo sexual, en la que los cráneos atribuidos a los machos presentan una cresta sagital mayor que la de las hembras.

## Paleoecología
Propliopithecus vivió en la región que actualmente comprende el noreste de África (el actual Egipto) durante el Oligoceno medio. Durante la época la zona estaba cubierta de un alto bosque tropical o subtropical húmedo, que se extendían hasta la costa y cuyo interior estuvo intercalado por abundantes ríos y zonas de agua.
Compartió hábitat con una gran diversidad de damanes como Titanohyrax, proboscidios primitivos, el embritópodo Arsinoitherium, musarañas elefante, roedores e incluso algunos marsupiales. Además de Propliopithecus también se ha encontrado una diversa fauna de primates parapitécidos, tales como Parapithecus, Qatrania y Arsinoea, junto con otros primates de afinidad incierta como Afrotarsius y Algeripithecus. De entre todas estas especies, similares a los actuales monos ardilla, la especie más grande no sobrepasaba los 2 kg (similar al de los monos capuchinos actuales), convirtiendo a P. zeuxis en el primate más grande de la región.[cita requerida]